# Municipio de Emiliano Zapata (Morelos)
El municipio de Emiliano Zapata es uno de los 36 municipios del estado mexicano de Morelos. Su cabecera es la localidad de Emiliano Zapata. Según el Censo de Población y Vivienda 2020, el municipio de Emiliano Zapata, Morelos, tuvo una población de 107,053 habitantes distribuidos en una superficie de 64,983 km².
De esta población, el 51.4% eran mujeres y el 48.6% hombres. 

## Toponimia
Antes de la colonización del territorio por los españoles  el lugar se denominaba "Tzacualtipan", vocablo proveniente del náhuatl y que se divide en "Tzacualli", que significa "pirámide" o "escondite" y "pan" que significa "arriba".
Por lo tanto significa "sobre la pirámide" o "sobre el escondite".
Sin embargo, el nombre actual de "Tzacualtipan" ha cambiado, desde la época de la colonia hasta 1840 la localidad se denominó como «San Francisco Zacualpa», de 1840 a 1930 «San Vicente Zacualpan» debido a que por aquel entonces el dueño de la hacienda en ese momento era Vicente de Eguía. Finalmente tomó actual denominación en 1930 debido a que el gobierno de la República Mexicana decretó una ley por la que los estados no debían reconocer ningún municipio con nombre de santo.
El actual mercado Ex Hacienda de Emiliano Zapata posee una historia que data desde la fundación del municipio; el sitio fue testigo de la matanza de Chincocuac e incluso fue utilizado para producir y mantener económicamente el movimiento revolucionario del general Emiliano Zapata. Actualmente son pocos los vestigios que quedan de lo que fue la hacienda San Vicente Zacualpan, restos que hoy en día sirven para el mencionado centro de abasto, ubicado en el primer cuadro de la localidad.
Se optó por colocarle el nombre de Emiliano Zapata en honor al cuadillo morelense de la Revolución Mexicana. 

## Historia
Muchos desconocen la historia y relevancia esa hacienda tuvo en la creación del municipio. El antropólogo y cronista municipal Rafael Estrada Sauces informó que en 1534, en la división territorial, surgió como trapiche y después como un latifundio, esto gracias a una merced de tierra que otorgó el IV marqués Pedro Cortés. 
Cuenta la tradición oral de acuerdo a lo que platican nuestros antepasados, de generación en generación y con un misticismo misterioso, casi secreto, que los fundadores del barrio de Tzacualpan fueron originarios de los barrios de Tejalpa, Tepoztlán y Xitepeptl, los cuales configuraban como barrios del Señorío de este último. Cuentan que un osado plebeyo del barrio puso los ojos en una joven de sangre real, incurriendo así en el enojo de su señor el cual los acusó con tributos altos y hostilizó con falta de agua hasta que los obligó a abandonar el lugar y buscar otro en donde pudieran vivir dedicados a sus trabajos de agricultura, asentándose en la llanura que esta entre el cerro pelón y el cerro o monte de los ídolos.
Al paso del tiempo esta zona, pasó a ser parte de un poderoso Señorío, teniendo incluso en 1389 una guerra contra el Señorío de Cuauhnahuac que era el más poderoso.
Al llegar los conquistadores a las tierras que actualmente conforman el estado de Morelos, quedaron fascinados con el lugar ya que lo consideraron el paraíso por su clima caluroso-húmedo y las muchas corrientes de aguas cristalinas y gran variedad de plantas que tenía, el Rey de España nombra a Hernán Cortes, después de la conquista Marqués de Oaxaca; abarcando dicho marquesado al actual estado de Morelos. En 1534 se realiza una división territorial y Morelos quedó bajo la jurisdicción de la provincia de México. 
En la época de la colonia lo que corresponde actualmente al municipio de Emiliano Zapata, era considerado como el barrio de Tzacualpan y como es sabido, los colonizadores le ponían al sitio que llegaban el nombre de un santo patrono de origen europeo, sumándole el nombre del lugar de origen prehíspanico. El barrio de Tzacualpan fue visita del monasterio Franciscano de Santiago de Xiutepec, por lo cual el lugar fue llamado San Francisco Tzacualpan.
En 1534 se realiza una división territorial y Morelos queda bajo la jurisdicción de la provincia de México, y es en este tiempo cuando surge la hacienda de San Vicente Tzacualpan, gracias a una merced de tierra que otorgó el cuarto Marqués, Don Pedro Cortés al arrendar todas sus tierras.
En 1618 Don Diego de Alarcón recibe 4 caballerías de tierras (unas 170 hectáreas) para procesamiento y vigilancia de sus tierras, esta hacienda, fue una de las más ricas, gracias a la caña; y fue el origen del asentamiento del poblado, ya que alrededor de esta se asentó el campesinado que prestaban sus servicios a la hacienda, pues en esta contaba con trabajo seguro. 
Posteriormente en 1840, el poblado toma el nombre de San Vicente Zacualpan, por los hacendados dueños de la hacienda, Don Vicente de Eguia.
Hacia 1856, el dueño de la hacienda de San Vicente era Don Pío Bermejillo, y tenía a su servicio como administrador a su hermano Don Nicolás Bermejillo; cercana al cerro de Sayula, estaba la hacienda de Dolores, la cual era dependiente de la de San Vicente, y en aquel entonces concedían en arrendamiento las tierras de la primera. Era arrendatario de unas tierras de Dolores, un campesino llamado Trinidad Carrillo, ahí se dedicaba a la cría de ganado vacuno, pero sus animales causaron daños en los campos de caña aledaños, por lo que Don Nicolás Bermejillo, representante de la negociación, quita a Trinidad Carrillo las tierras arrendadas, exigiéndole también que sacara de ahí su ganado; la determinación afecto mucho a Carrillo y se propuso tomar venganza por aquel hecho. Trinidad Carrillo se alió con dos grupos de malechores, cuyos cabecillas eran Nicolás Leite y Matías Navarrete, y el día 18 de diciembre de 1856, entran a la Hacienda de San Vicente y matan a Don Nicolás Bermejilo, junto con Don León Aguirre, Don Juan Bermejillo y Don Ignacio Tejera. Posteriormente en septiembre de 1858 los asesinos fueron juzgados por su participación en el asalto, robo y asesinato en las haciendas de Chiconcuac y San Vicente.
El suceso conmocionó a toda la nación, e incluso tuvo repercusiones políticas importantes. Como consecuencia de este acontecimiento luctuoso, el gobierno español rompió relaciones diplomáticas con México, por entender que el nuevo gobierno liberal alentaba el odio contra los hacendados españoles. En 1876, Pío Bermejillo hizo levantar un monumento conmemorativo en los jardines del atrio de la Catedral de Cuernavaca, donde figuran los nombres de Nicolás y Juan Bermejillo, Ignacio Tejera, Víctor Allende y León Aguirre y la fecha 18 de diciembre de 1856. R.I.P. 

## Geografía física

### Situación
La localidad de Emiliano Zapata está situada en la parte central del estado de Morelos a una altitud de 1250 m s. n. m.. Su término municipal tiene una superficie de 64.983 km² y limita al norte con los municipios de Temixco, Cuernavaca y Jiutepec; al sur con los de  Tlaltizapán y Xochitepec; al este con los de Jiutepec, Yautepec y Tlaltizapán; y al oeste con los de Xochitepec y Temixco.
Existen diversas Colonias en este municipio qué normalmente llegan a confundirse con otros municipios qué colindan con emiliano zapata, La colonia El guante es una de ellas, muchas personas piensas que esta colonia pertenece al municipio de Jiutepec sin embargo aunque se encuentra en los límites de emiliano zapata siempre ha sido parte de este minucipio y no de Jiutepec. 

## Demografía
Su población de acuerdo al censo de 2010 fue de 83 485 habitantes. En el censos realizados en 1995, la población era de 49 773 habitantes, en el de 2000 de 57 617 habitantes y en el de 2005 de 69 064 habitantes.

### Localidades
En el censo de 2020 el municipio de Emiliano Zapata contaba con 31 localidades.
| Código INEGI      | Localidad         | Población (2020) |
| ----------------- | ----------------- | ---------------- |
| 170080001         | Emiliano Zapata   | 64 084           |
| 170080005         | Tres de Mayo      | 20 950           |
| 170080050         | Crucero Tezoyuca  | 6 717            |
| 170080004         | Tezoyuca          | 5 501            |
| 170080003         | Tetecalita        | 3 963            |
| 170080002         | Tepetzingo        | 2 292            |
| Otras localidades | Otras localidades | 3 546            |
| Total municipal   | Total municipal   | 107 053          |